# Dolní Boříkovice
Dolní Boříkovice (niem. Nieder Ullersdorf) – dzielnica miasta Králíky w Czechach, dawniej wioska.
Jest położona 1,5 km na południe od przejścia granicznego Boboszów (niedaleko Międzylesia), w powiecie (czes. okres) Ústí nad Orlicí, na wysokości 561 m n.p.m. Wioska leży pomiędzy Bukovohorskou hornatinou na zachodzie a Hanušovickou vrchovinou na wschodzie. Bukovohorská hornatina stanowi południowo-wschodnią część Gór Orlickich. Najwyższe wzniesienie Hanušovickej vrchoviny jest góra Jeřáb.
Najstarsze zapiski dotyczące wsi pochodzą z 1577 roku. Była założona na początku XVII wieku w przy starej drodze handlowej i wojennej. Znajdował się tutaj posterunek celny. Od 1975 jest częścią miasta Králíky.
Wieś rozciąga się wzdłuż drogi łączącej Červenou Vodu z główną szosą Žamberk - Hanušovice, na długości 3 km. Na zboczach Suchého Vrchu znajdują się źródła Boříkoviceho potoku, który płynie przez całą wieś, aż po ujście do Cichej Orlicy (czes. Tichá Orlice). Nad wsią góruje barokowy kościół pw. Podwyższenia Krzyża Świętego z 1706, rozbudowany w 1818. We wsi znajduje się figura św. Jana Nepomucena oraz Kalwaria obok remizy straży pożarnej. W centrum stoi budynek szkoły z 1867.